# Andé
Andé är en kommun i departementet Eure i regionen Normandie i norra Frankrike. Kommunen ligger i kantonen Louviers-Nord som tillhör arrondissementet Les Andelys. År 2022 hade Andé 1 324 invånare.

## Befolkningsutveckling
Antalet invånare i kommunen Andé
Referens:INSEE